# Адзай Наґамаса
Адзай Наґамаса (яп. 浅井長政, あざいながまさ, Адзай наґамаса, 1545 — 26 вересня 1573) — японський самурайський полководець періоду Сенґоку. Останній голова роду Адзай. Також відомий як Адзай Бідзен но камі.

## Захоплення влади
Адзай Наґамаса народився у 1545 році у сім'ї Адзай Хісамаси, володаря північної частини провінції Омі. В цей час рід Адзай програв у війні південному сусідові — родині Роккаку. Володіння Адзай були частково конфісковані ворогом, до якого представники роду потрапили в залежність. Як гарантії миру і васальної вірності молодий Наґамаса разом із матір'ю були направлені заручниками до ворожої цитаделі.
Між тим батько Наґамаси насилу боронив землі роду Адзай, дипломатично граючи на протистоянні родів Асакура і Роккаку. Така слабодуха позиція голови роду викликала обурення серед більшої части самураїв Адзай. В їхньому середовищі виник план усунути діючого голову і поставити на його місце сина Наґамасу.
Для посилення контролю над родиною Адзай, голова роду Роккаку особисто провів обряд ініціації 15-річного Наґамаси, дарувавши йому ім'я «Катамаса», та силоміць одружив його на доньці свого старійшини. В цей час активізувалися незадоволені станом речей самураї роду Адзай. Вони змусили батька Наґамаси здати посаду голови роду повнолітньому синові й усамітнитися, постригшись в монахи. Успадкувавши власність і ставши новим головою роду Адзай, Наґамаса порвав із Роккаку, повернув собі ім'я «Сінкуро» і вигнав свою нелюбу дружину.

## Війна з родом Роккаку
У 1560 році молодий Наґамаса наголову розбив армії Роккаку у битві при Норада. Ця перемога сильно стурбувала його ворогів і додала віри його власному війську. Бій був виграний без допомоги традиційного «старшого брата» і союзника, роду Асакури, що поклало початок незалежній політиці Адзай.
У 1563, з убивством головного писаря, у родині Роккаку почалися внутрішні чвари. Багато їхніх самураїв, бажаючи уникнути неприємностей, потікали до Наґамаси. Того ж року, ослаблені Роккаку спробували атакувати резиденцію Наґамаси, коли той був у поході до провінції Міно (суч. префектура Ґіфу), але він розвернув війська і розігнав сили противника. Завдяки цим двом подіям володіння Адзай збільшились, а ворог був змушений підписати невігідний мир.

## Союз ізОдою Нобунаґою
У середині 1560-х років Ода Нобунаґа, володар провінції Оварі (суч. префектура Айті), плануючи затиснути свого ворога — рід Сайто — з двох боків, вислав до Наґамаси послів, з пропозицією союзу. Незважаючи на вигідність угоди, ряд старшин роду Адзай протестували проти її підписання. Їх аргументи полягали втому, що рід Ода здавна був у ворожих стосунках з родом Асакура, союзниками якого були Адзай. Крім цього, про-асакурівська партія вказувала на віддаленість володінь Оди, мовляв, краще мати добрі стосунки з близьким сусідом (Асакура), ніж далеким (Ода). Проте частина самураїв, прибічників незалежної політики, лідером яких був молодий  Наґамаса, підтримали пропозиції Оди Нобунаґи і союз урешті-решт було укладено. Для гарантії дружби між Адзай і Ода, Наґамаса одружився із сестрою Нобунаґи, красунею Оїті.
У 1568 році, у зв'язку з походом Оди на столицю, був знищений давнішній ворог Адзай — рід Роккаку.

## Розрив союзу і участь у анти-нобунаґівській коаліції
У 1570 році Ода Нобунаґа повів величезну армію проти роду Асакура. Ці дії стурбували старшин роду Адзай, для яких Асакура були союзниками. На таємній раді, незважаючи на протест Наґамаси, було прийняте рішення вдарити Нобуназі у спину. Проте Ода дізнався про зраду Адзай і вислизнув із ворожих лещат.
У червні того ж року, сили Наґамаси і його союзників Асакура зійшлися з арміями Оди і Токуґави у битві на річці Анеґава. Бій закінчився поразкою Адзай і Асакура. Невдовзі після нього, проти Нобунаґи повстали буддисти з Хонґандзі і Енрякудзі, а також роди Такеда, Мійосі і Морі. Сформувалась анти-нобунаґівська коаліція.
У 1571 році, за підтримку монастирем Енрякудзі військ Адзай та Асакури, Нобунаґа спалив його дощенту. Наступного року він ввів армії до володінь Наґамаси, але знищити його не зміг. На допомогу Адзай та Асакура поспішили сили Такеди Сінґена. Але Такеда у дорозі помер, так і не змігши схрести списів з Нобунаґою. Останній, ліквідувавши у 1573 році бунтівний сьоґунат, вирішив покласти край існуванню Адзай та Асакури.
Наґамаса опинився один на один з ворогом.

## Знищенняроду Адзай
У липні 1573 року Ода Нобунаґа вдерся із 30-тисячним військом до земель Адзай. На прохання Наґамаси на поміч прибули 20-тисяч самураїв Асакури. Однак вони лише споглядали за тим як ворог захоплює один-за-одним замки союзника і не вступали у бій. Наґамаса опинився запертим у своїй резиденції — фортеці Одані. «Мужні» вояки Асакура вирішили, що роботи їм немає і потайки відступили. Нобунаґа помітив їх, наздогнав тікаючого противника і розгромив. Користуючись моментом, Ода скерував війська до резиденції Асакура, захопив її і знищив рід споконвічного ворога. Після цього він рушив на  Адзай.
Замок Одані, останній оплот Наґамаси, було оточено. Проте штурм тривалий час відкладався. Нобунаґа декілька разів надсилав Наґамасі послів з пропозицією здачі, за яку обіцяв надати землі у провінції Ямато (суч. префектура Нара). Проте Наґамаса відмовився. Він передав Оді його сестру Оїті з сином і доньками, а сам вирішив оборонятися до останнього.
Розпочався штурм. За декілька годин замок Одані був узятий силами противника. 28-річний Наґамаса вчинив сеппуку. Його уцілілий 10-річний син був розп'ятий.
Три доньки покійного Наґамаси стали дружинами відомих політичних діячів Японії. Старша донька Тятя (відома як пані Йодо) була другою дружиною Тойотомі Хідейосі і матір'ю Тойотомі Хідейорі. Середня донька Хацу вийшла заміж за Кьоґоку Такацуґу, володаря провінції Вакаса (суч. префектура Фукуй). Наймолодша стала дружиною друґого сьоґуна Токуґави Хідетади і матір'ю його сина Ієміцу.